# أرنو بولسين
أرنو بولسين (بالألمانية: Arno Paulsen)‏ هو ممثل ألماني، ولد في 3 يناير 1900 في شتشين في بولندا، وتوفي في 17 سبتمبر 1969 في بادن بادن في ألمانيا.

## أعمال

### أفلام
- (1956) منزل شاي أوغست مون

## وصلات خارجية
- أرنو بولسين على موقع IMDb (الإنجليزية)
- أرنو بولسين على موقع أول موفي (الإنجليزية)
- أرنو بولسين على موقع قاعدة بيانات الأفلام السويدية (السويدية)
- أرنو بولسين على موقع قاعدة بيانات الفيلم (الإنجليزية)
- أرنو بولسين على موقع كينوبويسك (الروسية)